# 신도림 테크노마트
신도림 테크노마트(영어: Shindorim Techno Mart)은 대한민국 서울특별시 구로구 신도림동에 위치한 건축물이다.

## 역사
2005년에 착공이 있었다. 2007년 12월 1일에 서울특별시 구로구 구로동 부근에 2번째 복합쇼핑몰인 신도림테크노마트를 오픈하였다.

## 특징

### 오피스 빌딩
신도림 테크노마트는 각층별로 다른 서비스에 대한 테마를 가지고 고객님이 원하는 서비스를 제공하고 있다. 신도림 테크노마트는 모든 종류의 쇼핑부터 문화, 레저까지 한 곳에서 해결할 수 있는 원스탑서비스(One Stop Service)를 제공하는 멀티플렉스 빌딩이다.
서부금융센터라고 불리며 영업시간은 2017년 기준 금~일, 공휴일 오전 10시 30분 ~ 오후 9시 30분, 월~목 영업시간은 오전 10시 30분에서 오후 9시까지다.

### 라이프스타일 몰
테크노마트는 라이프스타일몰(LifeStyleMall)이다. 지하 1층은 패션쇼핑몰이 있고 1층부터 9층까지는 쇼핑상가가 있다.

### 용도 및 면적
판매동에는 판매를 하고 사무동에는 근무를 하는 곳이 있는데 저층에는 판매동이 있고 사무동은 저층에서 고층까지 있다. 전용률은 42.23%, 총 2345대의 주차가 가능하고 회사 임대의 면적이 크다.

## 시설
일반적으로 판매동과 사무동으로 나뉘어 있다. 공통점으로 일반주차장은 지하 7층부터 지하 3층 및 화물주차장은 지상 1층과 지하 2층으로 되어 있다. 판매동은 지하 2층에서 13층, 사무동은 3층에서 40층, 주차장은 지하 7층에서 지하 3층까지 있다.
지하 2층 이마트, 지하 1층 먹자골목(푸드코드), 그리고 액세서리나 의류를 파는 패션쇼핑몰, 1층부터 9층까지는 일반적인 쇼핑상가가 밀집되어있으며, 10층에는 식당가 등이 있다. 3층에는 동부화재 4층에는 삼성화재, 한화, 앨비휴넷  12층에는 씨네Q등이 있다. 영업시간은 강변테크노마트와 다르다.

## 교통
경부선, 2호선의 환승역인 신도림역과 지하통로를 이용하여 연결되어있는 것이 특징이다.

## 같이 보기
- 테크노마트
- 센터포인트 웨스트